# Det Grønlandske Selskab
Det Grønlandske Selskab („Die Grönländische Gesellschaft“) ist eine 1905 gegründete wissenschaftliche Gesellschaft mit Sitz in Charlottenlund in Gentofte nördlich von Kopenhagen, die dem Zweck dient zu grönlandspezifischen Themen zu beraten und gute Beziehungen zwischen Dänemark und Grönland zu schaffen und aufrechtzuerhalten. Sie hatte 2012 etwa 850 Mitglieder.

## Geschichte

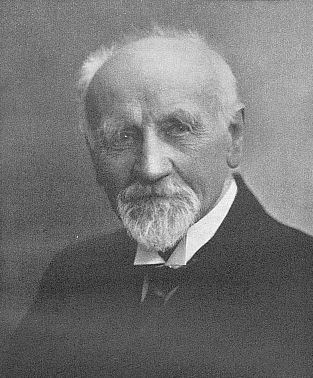
Morten P. Porsild (1952), früher Kritiker der Gesellschaft

Det Grønlandske Selskab wurde am 4. November 1905 von ehemaligen dänischen Angestellten der Grönlandverwaltung gegründet. Ursprünglich war die Mitgliedschaft mit wenigen Ausnahmen nur ebensolchen Personen gestattet, die als Handelsverwalter, Ärzte, Priester oder in einer ähnlichen Form für Den Kongelige Grønlandske Handel oder Grønlands Styrelse in Grönland tätig waren und auf deren Landeskunde man hoffte, um Grönlands Interessen zugunsten der Bevölkerung in politischen Fragen besser repräsentieren zu können. Nach einigen Jahren stand die Mitgliedschaft immer mehr Personen offen, ab 1911 auch Frauen, wobei jeder Mitgliedsantrag einer Zustimmung der Mehrheit der Mitglieder bedurfte. Um 1920 kritisierte der in Grönland tätige Biologe Morten P. Porsild die Gesellschaft für ihre Selbstautorisierung, die weiterhin vorhandene Geschlossenheit und die Finanzierung. 1925 wurde schließlich die Mitgliedschaft jedem gewährt, der sie ersuchte, wobei jedoch eine wortwörtliche Zweiklassengesellschaft eingeführt wurde, bei der sich bloße Sympathisanten für Grönland ohne beruflichen oder wissenschaftlichen Zusammenhang mit der Kolonie in der B-Klasse wiederfanden. Bereits nach einem Jahr wurde auf Antrag des Polarforschers Peter Freuchen die Zweiklassengesellschaft wieder abgeschafft und die Gesellschaftsleitung entschied nun über die Mitgliedschaft neuer Interessenten. Seit 1946 können auch Institutionen eine Unterstützungsmitgliedschaft erwerben. Erst seit 1969 findet keine Prüfung der Aufnahmeanträge mehr statt, wodurch seither die Mitgliedschaft jedem offensteht.
Die Gesellschaftsmitglieder trafen sich in den ersten Jahrzehnten etwa vier bis fünfzehn Mal pro Jahr, um verschiedene gesellschaftliche, wirtschaftliche und politische, aber auch wissenschaftliche Themen zu debattieren oder um Festlichkeiten zu begehen. Zu den wirtschaftlichen Themen, die bei den Sitzungen diskutiert wurden, gehörten solche über Fischerei, Jagd und Schäferei in Grönland sowie über Finanzielles in Bezug auf in Grönland angestellte Dänen. Politisch beschäftigte man sich mit der politischen Neugestaltung Grönlands durch die 1908 beschlossene Einführung von Grønlands Landsråd und den Gemeinderäten, mit der jahrelang diskutierten Gründung von Scoresbysund (dem heutigen Ittoqqortoormiit) Mitte der 1920er Jahre und dem Streit mit Norwegen über die Fischerei an Grönlands Ostküste. Ab 1922 kam Kritik auf, die Gesellschaft solle sich nicht so sehr in politische Themen einmischen und der Streit endete 1924 im Rücktritt des Vorsitzenden Louis Bobé. Weitere Themen, die besprochen wurden, waren beispielsweise die Sprachsituation der Grönländer zwischen Grönländisch und Dänisch, das Gesundheitswesen und die Infrastruktur in Grönland. Zusammenfassend betrachtet überwog doch das Ziel des politischen Einflusses der Gesellschaft.
Die Gesellschaft begann mit gut fünf Dutzend Mitgliedern. In den folgenden Jahrzehnten stieg die Mitgliederzahl mit der Öffnung nach außen und der Zentralisierung des Themas Grönland in der dänischen Gesellschaft nach dem Zweiten Weltkrieg stark an. In den 1970er Jahren waren etwa 1300 Personen Mitglied von Det Grønlandske Selskab, während es heute wieder deutlich weniger sind.
Seit 1954 war der Sitz der Gesellschaft in Kraemers Hus im L. E. Bruuns Vej 10 in Charlottenlund, Gentofte. Das Gebäude war die Villa des Reeders Christen Kraemer. Er und seine Frau hatten unter anderem einen Fonds zugunsten Grönlands hinterlassen und Ejnar Mikkelsen, der Vorsitzende dessen, erwarb die Villa und ließ dort das Arktisk Institut einziehen und nutzte einen Teil selbst für die Gesellschaft. Später zogen beide Institutionen nach Kopenhagen um, während der Seniorklubben und die Kunstvereinigung Aron in Kraemers Hus blieben. Seit 2014 hat Det Grønlandske Selskab erneut ihren Sitz dort.
Schirmherr von Det Grønlandske Selskab ist der dänische Kronprinz Frederik.

## Veröffentlichungen
Det Grønlandske Selskab begann 1906 mit der Herausgabe von Jahrbüchern, von denen bis 1952 17 Stück erschienen waren. Seit 1953, dem Jahr der Dekolonialisierung Grönlands, erscheint Tidsskriftet Grønland („Die Zeitschrift Grönland“) alle ein bis zwei Monate. Alle Ausgaben bis 2002 sind digitalisiert verfügbar gemacht worden. Beide Schriftreihen behandeln wie die Debatten gesellschaftliche, politische, kulturelle, naturwissenschaftliche und historische Themen, wobei sechs Jahrbücher Neuveröffentlichungen älterer Bücher bekannter Grönlandforscher waren. Seit 2012 veröffentlicht die Gesellschaft zudem die Onlinezeitschrift Polarfronten, die sich mit aktueller Polarforschung beschäftigt. Regelmäßig werden zudem Sonderschriften herausgegeben.

## Weitere Aktivitäten
Im Studenterforum werden regelmäßig Vorträge zu grönländischen Themen für Studierende gehalten.
Die 1999 gegründete Kunstvereinigung Aron gehört ebenfalls zu Det Grønlandske Selskab. Sie ist benannt nach Aron von Kangeq, dem wohl berühmtesten grönländischen Künstler des 19. Jahrhunderts. Die Kunstvereinigung sammelt grönlandbezogene Kunstwerke und veranstaltet Galeriebesuche und Film- und Theatervorführungen.

## Rink-Medaille

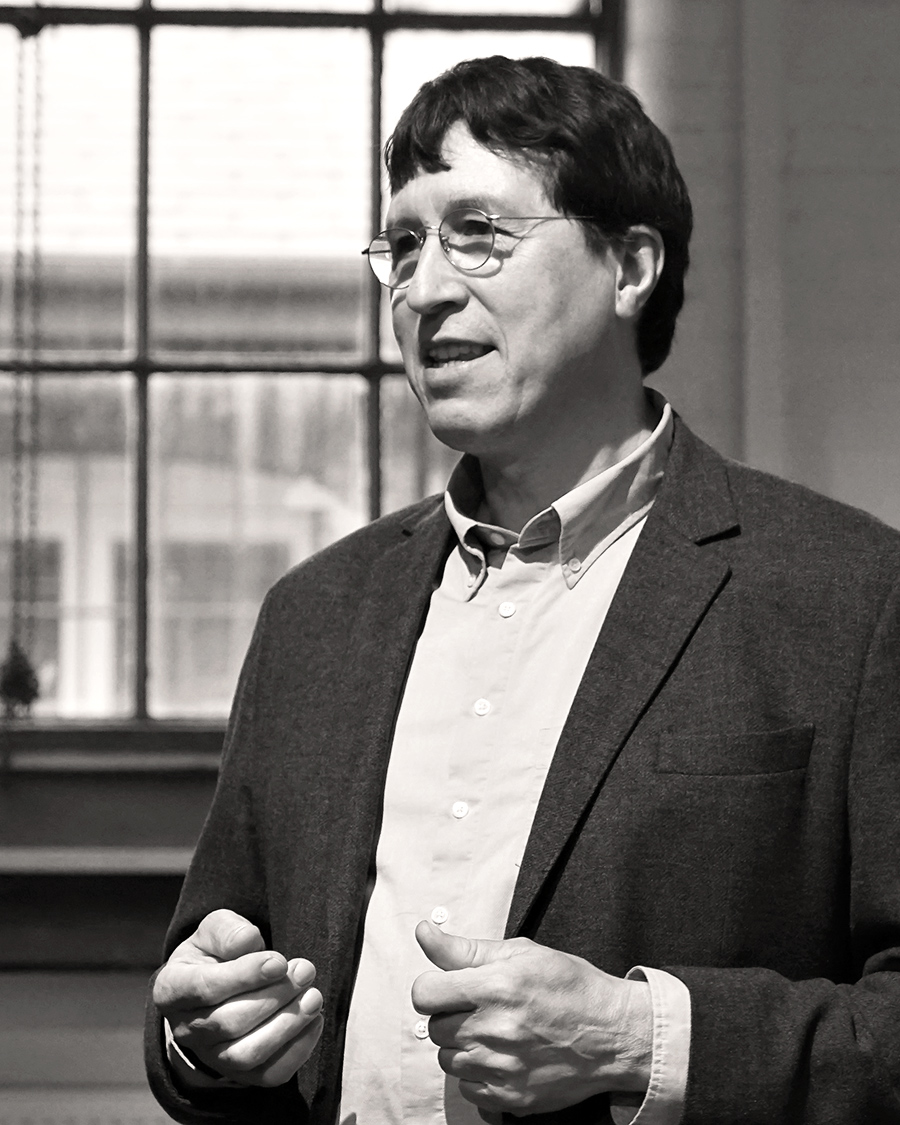
Minik Rosing (2017), Träger der Rink-Medaille

Seit 1960 verleiht die Gesellschaft die Rink-Medaille (dänisch Rink-medaljen), benannt nach Hinrich Johannes Rink, einem der bedeutendsten Grönlandforscher, der aber auch im Handel aktiv war, Ende der 1850er Jahre als Inspektor für Südgrönland diente und währenddessen die erste Druckerei Grönlands eröffnete, von der aus er die erste grönländische Zeitung, die Atuagagdliutit, herausgab. Die Medaille wird hauptsächlich für den wissenschaftlichen, aber auch anderweitigen Einsatz zugunsten Grönlands verliehen. Die aus Silber bestehende Medaille mit einem Durchmesser von 6,5 cm wurde gestaltet durch den Dänen Claes Lorenzen und den Grönländer Jens Rosing. Auf der Vorderseite befindet sich das Porträt Rinks, während die Rückseite von einem Kajak, einem Umiaq und dem Logo der Gesellschaft geziert wird. Folgenden Personen wurde bisher die Rink-Medaille verliehen:
- Ejnar Mikkelsen (1960)
- Lauge Koch (1961)
- Eigil Knuth (1967)
- Frederik Nielsen (1972)
- Helge Larsen (1980)
- Christian Berthelsen (1985)
- Jens Rosing (1990)
- Sara Helms (1994)
- Christian Vibe (1995)
- Robert Petersen (2003)
- Minik Rosing (2005)
- Jens Dahl (2014)
- Klaus Nygaard (2019)

## Ehrenmitglieder

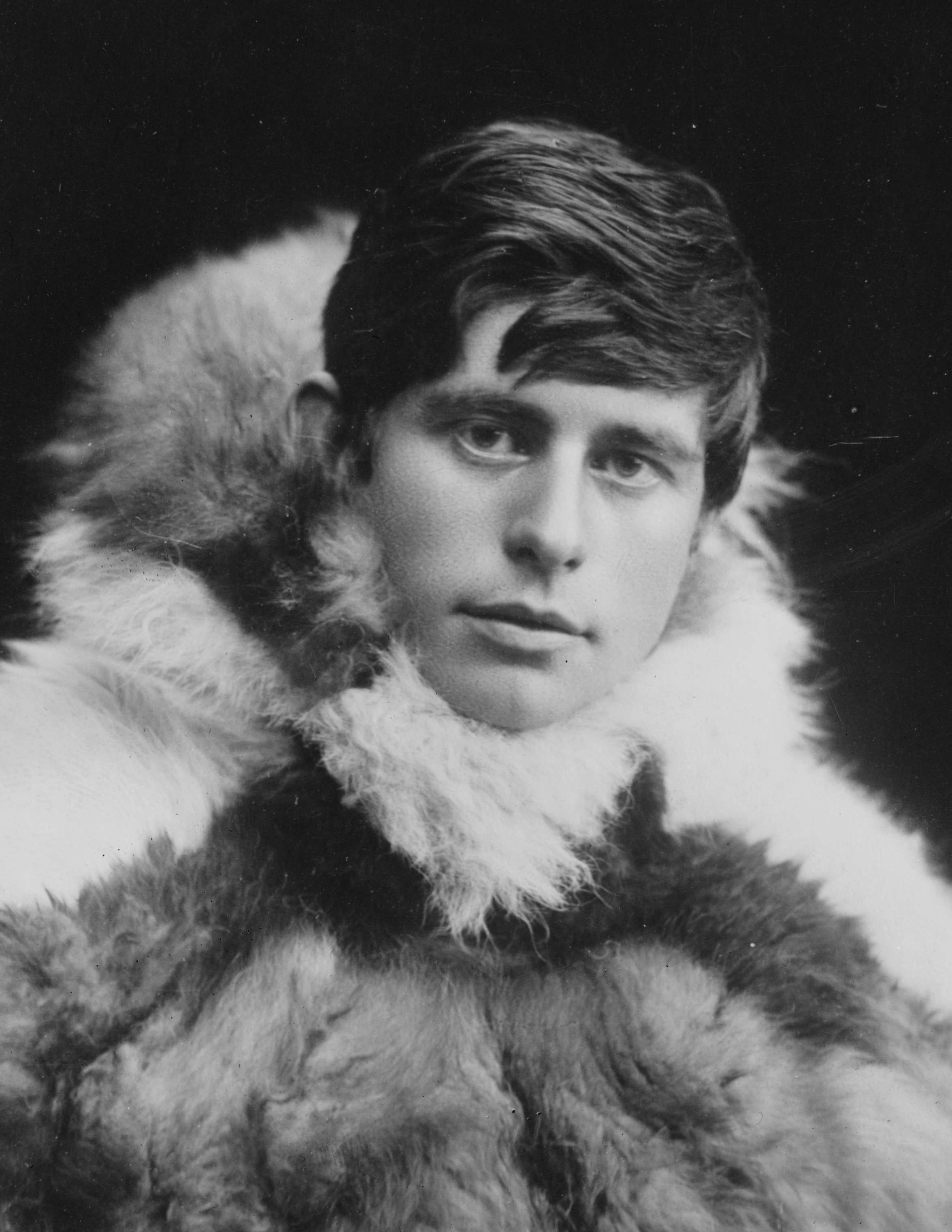
Knud Rasmussen, Ehrenmitglied der Gesellschaft

Einige Mitglieder der Gesellschaft wurden über die Jahre zu Ehrenmitgliedern ernannt. Dies sind die folgenden:
- Gustav Frederik Holm
- Knud Rasmussen
- Jens Daugaard-Jensen
- Georg Carl Amdrup
- Adolf Severin Jensen
- Johan Petersen
- Henrik Kauffmann
- William Thalbitzer
- Aage Helgesen Vedel
- Eske Brun
- Mads Lidegaard
- Keld Hansen
- Jørn Würtz

## Vorsitzende

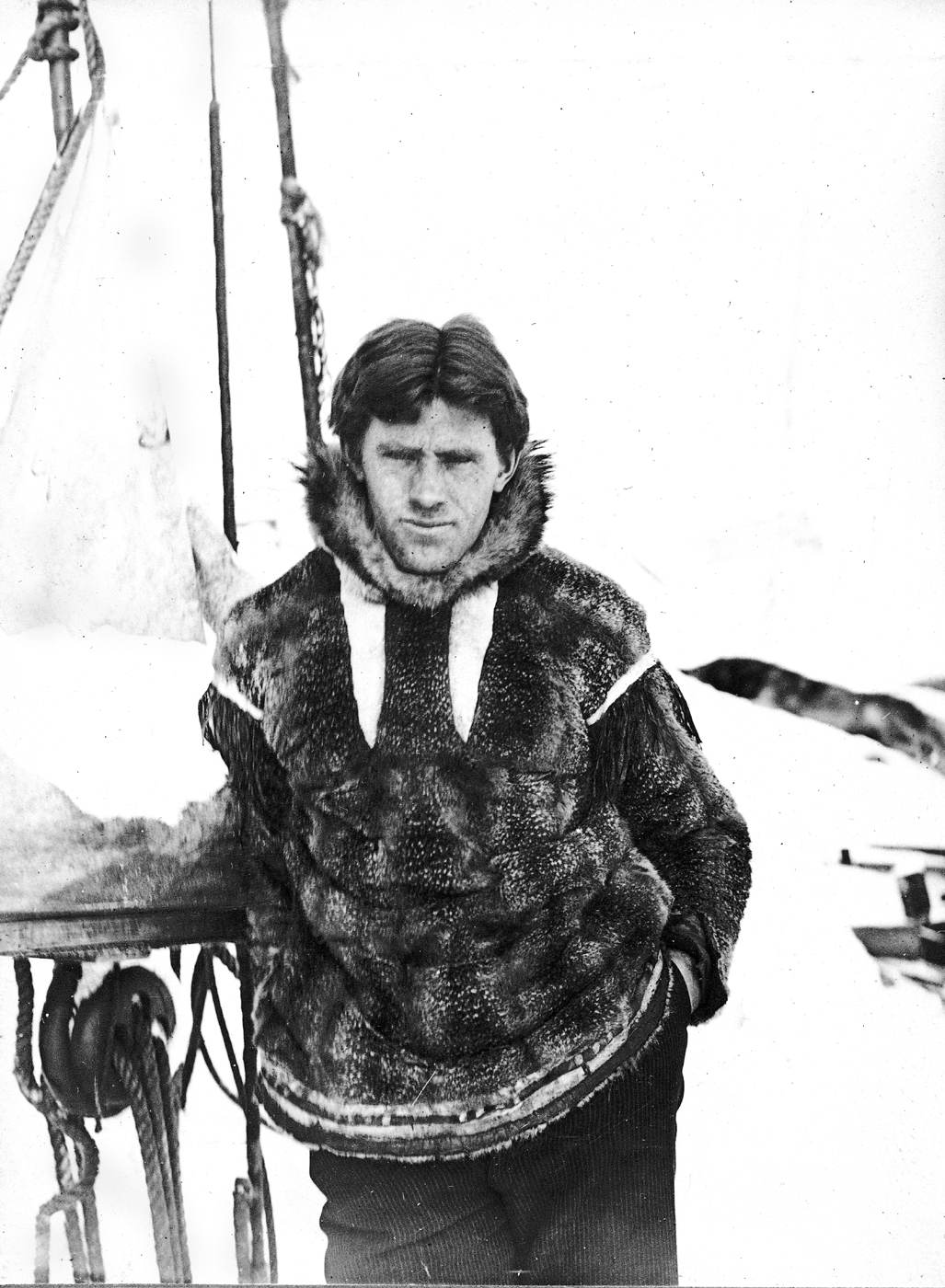
Ejnar Mikkelsen (1907), Ehrenvorsitzender der Gesellschaft

Folgende Personen waren im Lauf der Jahre Vorsitzende der Gesellschaft:
- 1906: Carl Lorentzen
- 1906–1909: Hjalmar Knuhtsen
- 1909–1921: Rørd Regnar Johannes Hammer
- 1921–1924: Louis Bobé
- 1925–1935: Carl Frederik Harries
- 1935–1956: Ejnar Mikkelsen
- 1956–1965: Helge Larsen
- 1965–1970: Mikael Gam
- 1970–1976: Mads Lidegaard
- 1976–1985: Christian Berthelsen
- 1985–1987: Lars Chemnitz
- 1987–1900: Finn Lynge
- 1990–2000: Helge Schultz-Lorentzen
- 2000–2007: Hans Christian Gulløv
- 2007–2015(?): Martin Appelt
- seit 2015(?): Johnny Fredericia

Ejnar Mikkelsen, der 21 Jahre lang der Gesellschaft vorstand, ist der Ehrenvorsitzende von Det Grønlandske Selskab.